# Zanskari
Vous lisez un « bon article » labellisé en 2016.
Le Zanskari est une race de poneys originaire de la région de Leh au Ladakh, dans le Jammu-et-Cachemire. Ce poney de taille moyenne présente une grande résistance au travail et aux maux d'altitude, due à son adaptation au biotope rude de l'Himalaya, à des altitudes moyennes de 4 000 m. Il est surtout employé bâté par les habitants locaux, de culture tibétaine, et par les touristes lors de grandes randonnées. Le Zanskari est en danger d'extinction, une centaine de poneys de pure race subsistant dans leur biotope montagneux en 2012. Le gouvernement de l'Inde a mis en place un programme de conservation sur dix ans en 2006. Il promeut son usage pour le transport militaire en haute montagne, en particulier à l'aide de croisements avec le Haflinger.

## Histoire
La race est connue sous plusieurs noms : Zanskari, Zaniskari,, Zaskari, Zanaskari, poney de Zanskar et Jhanskar. Elle est originaire de la région de Ladakh, dans le Jammu-et-Cachemire, une région montagneuse administrativement située dans le Nord de l'Inde,, dont les habitants sont principalement de culture tibétaine. Le Zanskari doit son nom à la vallée de Zanskar, située dans le district de Kargil. Une légende locale veut que ces poneys soient nés des sources situées au sommet des montagnes. D'après la tradition orale, par le passé, la plupart des animaux présents dans le Ladakh provenaient de Yarkand : en 1987, plus de la moitié des poneys du Ladakh sont de race « Yarkahand ou Zanskar ».
En 1977, la population totale de la race relevée pour la FAO est située entre 15 000 et 20 000 poneys, avec une tendance à la diminution. Au début du XXIe siècle, la motorisation croissante et la modernisation des modes de vie entraînent un déclin du nombre d'animaux, justifiant des mesures de conservation immédiates. En 2006 et 2007, un plan de sauvegarde prévu sur dix ans a été adopté par le gouvernement de l'Inde en faveur de la préservation de la race. Peu après, le Defence Institute of High-Altitude Research lab de Leh mène des recherches afin de garantir la préservation, la multiplication et l'amélioration génétique du Zanskari. La race a connu un déclin très rapide, au point de ne compter qu'une centaine de représentants purs en 2012.

## Description
Les analyses du phénotype ont permis de regrouper les races de chevaux de l'Inde en fonction de leur taille et de leurs caractéristiques morphologiques. Le Zanskari est considéré comme un poney. De taille moyenne, il toise en général entre 1,20 m et 1,40 m, pour un périmètre thoracique de 1,40 m à 1,50 m et une longueur du corps de 95 cm à 1,15 m. Cependant, l'étude publiée en 2004 après des recherches de terrain dans la vallée de Zanskar témoigne d'une taille moyenne de 1,10 m à 1,30 m. L'encyclopédie Delachaux et Niestlé donne une moyenne de 1,26 m.
Le corps est compact, la tête large et le dos solide. Sa queue est très longue et tombe sous les boulets, il n'est pas rare qu'elle touche le sol. Extérieurement, les Zanskari ressemblent au poney tibétain.
La robe est généralement grise, mais on trouve aussi du bai, du bai-brun, du noir et de l'alezan. 

### Tempérament et entretien

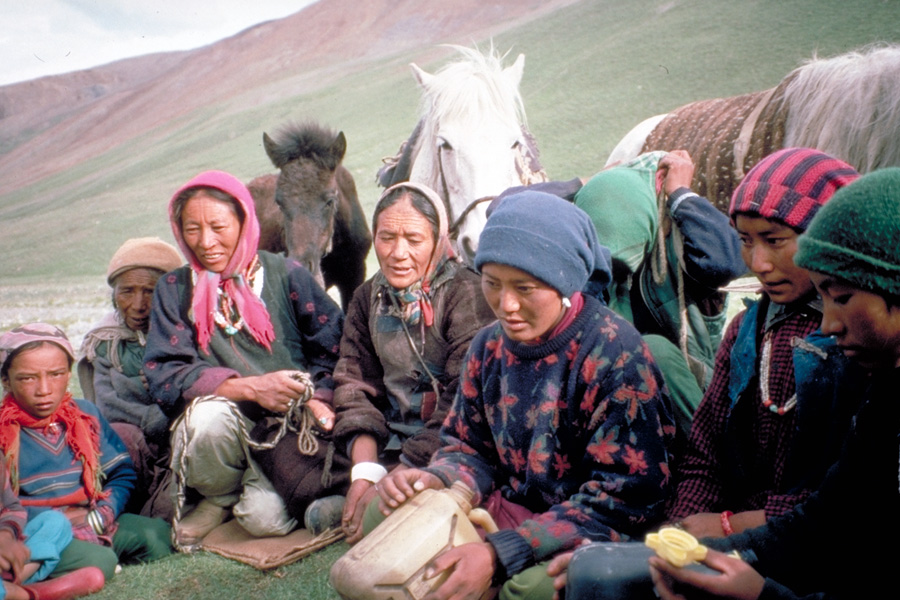
Groupe de femmes et d'enfants Zanskarpas avec leurs chevaux, pendant la transhumance.

L'espérance de vie est d'environ 25 ans. Ces poneys sont réputés dociles et faciles à manœuvrer. La race est alerte et vive, elle est encore plus adaptée au travail en haute altitude que le Spiti. Elle présente en effet une adaptation toute particulière aux environnements hypoxiques (en), comme celui de Ladakh, permettant une grande résistance au mal des montagnes. Une analyse d'hématologie révèle que les taux d'hémoglobine, d'hématocrite et d'érythrocytes sont plus élevés chez les animaux nouveau-nés que chez les adultes. Ils diminuent à partir de l'âge d'un an. Il s'agit vraisemblablement d'une adaptation visant à contrer les effets de l'hypoxie. L'altitude d'élevage ordinaire se situe entre 3 000 et 5 000 mètres. Le Zanskari se montre frugal, fort et endurant. Il parvient à trouver de quoi se nourrir sous les épaisses couches de neige.

### Génétique
En 2007, une étude a permis d'examiner la diversité génétique de cinq races de chevaux d'Inde, le Zanskari, le poney de Manipur, le Marwari, le Spiti et le Bhotia. En utilisant les analyses par ADN microsatellites, il a été découvert que le Zanskari présente la plus grande distance génétique avec le Marwari, tout en étant plus proche des trois autres races. La diversité génétique du Zanskari est considérée comme étant relativement bonne, grâce à un taux de consanguinité modéré,. Malgré un fort déclin d'effectifs, la race n'a vraisemblablement pas subi de goulet d'étranglement de population,.
Le Zanskari et le poney de Manipur sont génétiquement très proches. Les analyses ont permis de grouper le Zanskari, le Spiti et le Manipur parmi la même sous-population, le Bhotia étant légèrement distinct car plus proche du Marwari. Le Spiti est lui aussi très proche du Zanskari, qui occupe la même niche écologique dans les contreforts de l'Himalaya : il existe des interversions entre les deux races.

## Utilisations
Ces poneys servent au transport, à la selle et au polo, plus précisément à une version spécifique de ce sport propre à la région de Ladakh. Les Zanskarpas pratiquent aussi des courses de chevaux. Un témoignage relate l'utilisation d'un poney d'apparence blanche dans le cadre d'un rituel religieux à Leh : l'animal est utilisé une fois par an pour la procession d'Ashura, puis gardé libre de tout travail pendant le reste de l'année. Les poneys Zanskari peuvent être montés ou bâtés dans le cadre du tourisme, notamment par les trekkeurs : il est habituel de louer un poney avant de partir pour une grande randonnée. Les guides locaux qui louent des poneys de bât se nomment « pony-men ». Il semble que certaines juments de la race soient croisées pour donner des mules, mais l'ampleur de cette pratique est difficile à estimer.
En 2009, l'armée indienne (Army's Remount Veterinary Corps, RVC) a lancé un plan de remplacement des mules utilisés pour le bât en haute montagne par 300 poneys Zanskari, capables de porter des charges de 50 à 60 kg. En 2014, le Defence Institute of High Altitude Research (DIHAR) travaille sur des croisements entre le Zanskari et des Haflingers, afin d'obtenir des poneys de bât plus performants et plus résistants à la haute altitude que les mules, aptes à servir dans l'Himalaya. L'expérience porte sur la production de 10 000 poneys de croisement. Elle est motivée, entre autres, par le choix d'animaux locaux pouvant être déployés rapidement, sans avoir à passer une période d'acclimatation. Ces poneys de croisement sont nommés des Zanskar crossbred ponies.

## Diffusion de l'élevage

Répartition des différentes races de chevaux élevées en Inde.

Le Zanskari est considéré par l'étude de l'université d'Uppsala (2010) comme une race locale qui n'est pas menacée d'extinction. En 2007, la race n'est pas enregistrée comme étant en danger par la FAO. Par contre, le dictionnaire de CAB International (2002) signale le Zanskari comme « rare ». Les études menées en Inde et publiées en 2012 révèlent qu'il ne reste plus qu'une centaine d'animaux de pure race, ce qui catégorise automatiquement le Zanskari comme étant en danger d'extinction. Depuis, un programme de conservation a été lancé.
D'après les autorités indiennes, la principale menace réside dans l'existence de pratiques d'élevage néfastes, incluant des croisements incontrôlés avec d'autres chevaux. Les derniers spécimens de race pure se trouvent dans les vallées de Ladakh, y compris dans le Zanskar. Le Animal Husbandry Department du Jammu et Cachemire a créé un élevage conservatoire à Padum, dans le Zanskar, pour y pratiquer un élevage sélectif visant à préserver les qualités de la race.

## Dans la culture
Le poney Zanskari est cité dans certains récits de voyage et récits militaires. Harish Kohli raconte une traversée du Karakoram jusqu'au col de Lipulekh (en) avec un petit cheval de Ladakh, alezan à la longue crinière et élevé dans les montagnes. Le récit précise que les chevaux de Zanskar sont trop précieux pour que leur vie soit risquée en haute altitude. L'ouvrage jeunesse Ladakh Mountains Of Adventure, de Simren Kaur, fait l'éloge de l'adresse de ces poneys sur les terrains montagneux, et de leur trot rapide.

#### Encyclopédies et dictionnaires
- [Hendricks 2007] (en) Bonnie Lou Hendricks, International Encyclopedia of Horse Breeds, Norman, University of Oklahoma Press, 15 août 2007, 2e éd., 486 p. (ISBN 0-8061-3884-X, OCLC 154690199, lire en ligne), « Zaniskari », p. 448. .
- [Porter 2002] (en) Valerie Porter, Mason's World Dictionary of Livestock Breeds, Types and Varieties, CAB International, 3 janvier 2002, 5e éd., 400 p. (ISBN 0-85199-430-X, OCLC 828044517). .
- [Rousseau 2014] Élise Rousseau (ill. Yann Le Bris), Tous les chevaux du monde, Delachaux et Niestlé, septembre 2014, 544 p. (ISBN 2-603-01865-5), « Zanskari », p. 330.

#### Études
- [Behl et al 2006] (en) Rahul Behl, Jyotsna Behl, Neelam Gupta, S. C. Gupta, S. P. S. Ahlawat, Mahesh Ragnakar et Z. Ahmed, « Genetic characterization of Zanskari breed of horse », Journal of Genetics, vol. 85,‎ décembre 2006, p. 199-203 (ISSN 0022-1333 et 0973-7731, DOI 10.1007/BF02935331, lire en ligne, consulté le 29 décembre 2015)

- [Gujral 1996] (en) G. S. Gujral, Changing Perspectives Of Biodiversity Status In The Himalaya, New Delhi, British Council Division, British High Commission, 1996 (ISBN 978-81-900651-0-8, lire en ligne)
- [Gupta et al 2012] (en) A. K. Gupta, Mamta Chauhan, Anuradha Bhardwaj et S. N. Tandon, « Microsatellite markers based genetic diversity and bottleneck studies in Zanskari pony », Gene, vol. 499,‎ 15 mai 2012, p. 357-361 (DOI 10.1016/j.gene.2012.03.008, lire en ligne, consulté le 29 décembre 2015)
- [Gupta et al 2014] (en) A. K. Gupta, Mamta Chauhan, Anuradha Bhardwaj, Neelam Gupta, S.C. Gupta, Yash Pal, S.N. Tandon et R.K. Vijh, « Comparative genetic diversity analysis among six Indian breeds and English Thoroughbred horses », Livestock Science, no 163,‎ mai 2014, p. 1-11 (DOI 10.1016/j.livsci.2014.01.028, lire en ligne)
- [Humbert-Droz et Dawa 2004] (en) Blaise Humbert-Droz et Sonam Dawa, Biodiversity of Ladakh : Strategy and Action Plan, Sampark, in association with Ladakh Ecological Development Group, 2004, 243 p. (ISBN 81-7768-005-6 et 9788177680058, lire en ligne)
- [Yadav, Ghei et Tandon 2001] (en) M. P. Yadav, J. C. Ghei et S. N. Tandon, « Equine genetic resources in India and their conservation », Ind. J. Anim. Genet. Breed, vol. 23,‎ 2001, p. 296-301